# Ulisses Garcia
Pour les articles homonymes, voir Garcia.
Ulisses Garcia, né le 11 janvier 1996 à Almada au Portugal, est un footballeur international suisse qui évolue au poste d'arrière gauche à l'Olympique de Marseille. 
Il possède également les nationalités portugaise et cap-verdienne.

## Biographie
Né le 11 janvier 1996 à Almada au Portugal de parents cap-verdiens, Ulisses Garcia déménage avec sa famille en Suisse alors qu’il est âgé de trois ans. 

### En club
Il commence le football au FC Onex, avant de rejoindre le Servette FC. En 2011, il quitte la Suisse romande pour jouer avec le Grasshopper Club Zurich. Si Michael Skibbe lui offre ses premières minutes en première division, son successeur Pierluigi Tami ne lui accorde pas cette confiance, ce qui le convainc, en 2015, de rejoindre le Werder Brême.
Dans le Nord de l’Allemagne, la concurrence l’empêche de décrocher une place de titulaire, et il se retrouve prêté au FC Nuremberg, en deuxième division, où il participe à la promotion du club en Bundesliga. 

#### Retour en suisse au BSC Young Boys (2018-2024)
Désirant se rapprocher de sa famille, il s’engage avec le BSC Young Boys au début de la saison 2018-2019. Avec le club bernois, il remporte le titre au terme de cette saison.
En janvier 2024, il quitte les Young Boys pour s'engager avec l'Olympique de Marseille.

#### Départ en Ligue 1 à l'Olympique de Marseille (depuis 2024)
Il signe à l'Olympique de Marseille (la durée de contrat non-précisée) ; le transfert est estimé à 3 millions d'euros (hors bonus).

### En équipe nationale
Avec les moins de 19 ans, il inscrit un but lors d'un match amical contre la Grèce en octobre 2014.
Avec les espoirs, il inscrit un but en novembre 2017 contre le Portugal, lors des éliminatoires de l'Euro espoirs 2019. Il est à plusieurs reprises capitaine de la sélection des espoirs.

## Statistiques

### En club
| Saison                | Club                    | Championnat           | Championnat | Championnat | Championnat | Coupe(s) nationale(s) | Coupe(s) nationale(s) | Coupe(s) nationale(s) | Compétition(s) continentale(s) | Compétition(s) continentale(s) | Compétition(s) continentale(s) | Compétition(s) continentale(s) | Total | Total | Total |
| Saison                | Club                    | Division              | M.          | B.          | P.d.        | M.                    | B.                    | P.d.                  | Comp.                          | M.                             | B.                             | P.d.                           | M.    | B.    | P.d.  |
| 2013-2014             | Grasshopper Club Zurich | Super League          | 1           | 0           | 0           | -                     | -                     | -                     | -                              | -                              | -                              | -                              | 1     | 0     | 0     |
| 2014-2015             | Grasshopper Club Zurich | Super League          | -           | -           | -           | 1                     | 0                     | 0                     | C3                             | 1                              | 0                              | 0                              | 2     | 0     | 0     |
| Sous-total            | Sous-total              | Sous-total            | 1           | 0           | 0           | 1                     | 0                     | 0                     | -                              | 1                              | 0                              | 0                              | 3     | 0     | 0     |
| 2015-2016             | Werder Brême            | Bundesliga            | 11          | 0           | 1           | 2                     | 0                     | 0                     | -                              | -                              | -                              | -                              | 13    | 0     | 1     |
| 2016-2017             | Werder Brême            | Bundesliga            | 7           | 0           | 1           | -                     | -                     | -                     | -                              | -                              | -                              | -                              | 7     | 0     | 1     |
| 2017-2018             | Werder Brême            | Bundesliga            | 1           | 0           | 0           | 2                     | 0                     | 0                     | -                              | -                              | -                              | -                              | 3     | 0     | 0     |
| Sous-total            | Sous-total              | Sous-total            | 19          | 0           | 2           | 4                     | 0                     | 0                     | -                              | -                              | -                              | -                              | 23    | 0     | 2     |
| 2017-2018             | FC Nuremberg (prêt)     | 2. Bundesliga         | 2           | 0           | 0           | -                     | -                     | -                     | -                              | -                              | -                              | -                              | 2     | 0     | 0     |
| 2018-2019             | BSC Young Boys          | Super League          | 23          | 3           | 3           | 4                     | 1                     | 1                     | C1                             | 2                              | 0                              | 0                              | 29    | 4     | 4     |
| 2019-2020             | BSC Young Boys          | Super League          | 26          | 1           | 5           | 6                     | 0                     | 3                     | C1+C3                          | 1+6                            | 0                              | 0+2                            | 39    | 1     | 10    |
| 2020-2021             | BSC Young Boys          | Super League          | 25          | 1           | 3           | -                     | -                     | -                     | C1+C3                          | 1+7                            | 0                              | 0                              | 33    | 1     | 3     |
| 2021-2022             | BSC Young Boys          | Super League          | 27          | 2           | 5           | 1                     | 0                     | 0                     | C1                             | 11                             | 2                              | 0                              | 39    | 4     | 5     |
| 2022-2023             | BSC Young Boys          | Super League          | 27          | 1           | 10          | 4                     | 0                     | 0                     | C4                             | 2                              | 0                              | 0                              | 33    | 1     | 10    |
| 2023-2024             | BSC Young Boys          | Super League          | 14          | 1           | 5           | 2                     | 0                     | 0                     | C1                             | 6                              | 0                              | 0                              | 22    | 1     | 5     |
| Sous-total            | Sous-total              | Sous-total            | 142         | 9           | 31          | 17                    | 1                     | 4                     | -                              | 36                             | 2                              | 2                              | 195   | 12    | 37    |
| 2023-2024             | Olympique de Marseille  | Ligue 1               | 13          | 0           | 0           | 1                     | 0                     | 0                     | -                              | -                              | -                              | -                              | 14    | 0     | 0     |
| 2024-2025             | Olympique de Marseille  | Ligue 1               | 20          | 2           | 2           | 2                     | 0                     | 0                     | -                              | -                              | -                              | -                              | 22    | 2     | 2     |
| 2025-2026             | Olympique de Marseille  | Ligue 1               | 1           | 0           | 0           | -                     | -                     | -                     | -                              | -                              | -                              | -                              | 1     | 0     | 0     |
| Sous-total            | Sous-total              | Sous-total            | 34          | 2           | 2           | 3                     | 0                     | 0                     | -                              | -                              | -                              | -                              | 37    | 2     | 2     |
| Total sur la carrière | Total sur la carrière   | Total sur la carrière | 198         | 11          | 35          | 25                    | 1                     | 4                     | -                              | 37                             | 2                              | 2                              | 260   | 14    | 41    |

### En sélection nationale
| Saison                | Sélection             | Phases finales        | Phases finales | Phases finales | Phases finales | Éliminatoires CDM | Éliminatoires CDM | Éliminatoires CDM | Éliminatoires EURO | Éliminatoires EURO | Éliminatoires EURO | Ligue Nations UEFA | Ligue Nations UEFA | Ligue Nations UEFA | Matchs amicaux | Matchs amicaux | Matchs amicaux | Total | Total | Total |
| Saison                | Sélection             | Compétition           | M              | B              | Pd             | M                 | B                 | Pd                | M                  | B                  | Pd                 | M                  | B                  | Pd                 | M              | B              | Pd             | M     | B     | Pd    |
| --------------------- | --------------------- | --------------------- | -------------- | -------------- | -------------- | ----------------- | ----------------- | ----------------- | ------------------ | ------------------ | ------------------ | ------------------ | ------------------ | ------------------ | -------------- | -------------- | -------------- | ----- | ----- | ----- |
| 2016-2017             | Suisse                | -                     | -              | -              | -              | 0                 | 0                 | 0                 | -                  | -                  | -                  | -                  | -                  | -                  | 0              | 0              | 0              | 0     | 0     | 0     |
| 2021-2022             | Suisse                | -                     | -              | -              | -              | 3                 | 0                 | 0                 | -                  | -                  | -                  | -                  | -                  | -                  | 1              | 0              | 0              | 4     | 0     | 0     |
| 2022-2023             | Suisse                | -                     | -              | -              | -              | -                 | -                 | -                 | 0                  | 0                  | 0                  | -                  | -                  | -                  | -              | -              | -              | 0     | 0     | 0     |
| 2023-2024             | Suisse                | -                     | -              | -              | -              | -                 | -                 | -                 | 3                  | 0                  | 0                  | -                  | -                  | -                  | -              | -              | -              | 3     | 0     | 0     |
| 2024-2025             | Suisse                | -                     | -              | -              | -              | -                 | -                 | -                 | -                  | -                  | -                  | 3                  | 0                  | 0                  | 1              | 0              | 0              | 4     | 0     | 0     |
| Total sur la carrière | Total sur la carrière | Total sur la carrière | -              | -              | -              | 3                 | 0                 | 0                 | 3                  | 0                  | 0                  | 3                  | 0                  | 0                  | 2              | 0              | 0              | 11    | 0     | 0     |

## Palmarès
Formé au Grasshopper Zurich, Ulisses Garcia n'y remporte aucun titre mais termine vice-champion de Suisse en 2014.
Il rejoint ensuite l'Allemagne et le Werder Breme, mais c'est pendant son passage en prêt au FC Nuremberg qu'il termine vice-champion de deuxième division allemande synonyme de montée dans l'élite.
Il revient ensuite en Suisse, au BSC Young Boys où il garnie son armoire à trophée en étant champion de Suisse à cinq reprises en six saisons et en remportant deux Coupes de Suisse en 2020 et 2023.

Avec l'Olympique de Marseille, il est vice-champion de France en 2025.
| Grasshopper Zurich                             | FC Nuremberg                          | BSC Young Boys (7)                                                                                               | Olympique de Marseille                           |
| ---------------------------------------------- | ------------------------------------- | --- | ------------------------------------------------ |
| - Championnat de Suisse - Vice-champion : 2014 | - Bundesliga 2 - Vice-champion : 2018 | - Championnat de Suisse - Champion : 2019, 2020, 2021, 2023 et 2024 - Coupe de Suisse - Vainqueur : 2020 et 2023 | - Championnat de France : - Vice-champion : 2025 |